# Ferenc Forgách de Ghymes
Ferenc Forgách de Ghymes (né en 1566 à Esztergom en  Hongrie et mort le 16 octobre 1615 à Szentkereszt), est un cardinal hongrois de l'Église catholique de la  XVIIe siècle, nommé par le pape Paul V.

## Biographie
Ferenc Forgách de Ghymes  est protestant et se convertit au catholicisme. Il est chanoine à Esztergom en 1586 et est nommé ambassadeur par l'empereur Rodolphe II dans plusieurs pays.
Il est nommé évêque de Veszprém par le roi de Hongrie en 1587 et transféré au diocèse de Nyitra en 1596. Forgách de Ghymes est promu à l'archidiocèse d'Esztergom en 1607.
Le pape Paul V le crée cardinal  lors du consistoire du 10 décembre 1607. Le cardinal Forgách de Ghymes couronne le roi Matthias II de Hongrie en 1608 à Pozsony (Pressburg, maintenant Bratislava).